# Id Tech

Stammbaum der id-Tech-2-Engine und darauf aufbauender Engines und Spiele

id Tech ist eine Familie von Computerspiel-Engines des namensgebenden Herstellers id Software.
Auf den Engines der Reihe basieren mehr als 50 Spiele und abgeleitete Engines, besonders bekannt die Spiele der Doom- und Quake-Reihen. Auch die bedeutende GoldSrc-Engine (auch bekannt als „Half-Life-Engine“) baut auf Code der id-Tech-Reihe auf. Die ersten vier Generationen der Software wurden vom Hersteller – nach jeweils einer kommerziellen Phase – als freie Software unter der GNU General Public License (GPL) veröffentlicht.

## Versionsgeschichte

### 1. Generation
Vorgänger der intern mit id Tech 1 bezeichneten ersten Generation war die Engine des 1992 erschienenen Ego-Shooters Wolfenstein 3D, die auch von id Software hergestellt wurde, aber noch nicht unter dem Namen id Tech lief. Öffentlich bekannt wurde sie als Doom-Engine. Die erste Veröffentlichung eines Spieles auf Basis dieser Engine war die von Doom im Jahr 1993. Die erste Generation bot noch keine vollwertig dreidimensional gerenderte Umgebung, d. h., es gab keine oder nur eingeschränkte Bewegungen der Blickrichtung auf der y-Achse.

### 2. Generation
Die zweite Generation id Tech 2 hieß ursprünglich „Quake Engine“ mit seinem Nachfolger „Quake-II-Engine.“ Es wurde ursprünglich für das 1996er Quake geschrieben. Es bietet echtes 3D-Echtzeit-Rendering und ist die erste id Tech-Engine, die das Client-Server-Modell verwendet. Die Quake-Engine wurde mit einer neuen ausführbaren Datei mit dem Titel QuakeWorld aktualisiert, die Code enthielt, um die Netzwerkfähigkeiten von Quake als Reaktion auf die Nachfrage nach internetübergreifenden Netzwerkspielen zu verbessern, die sich aus der Verwendung von UDP für Netzwerke durch Quake ergaben. Die Engine wurde erneut für die Veröffentlichung von Quake II im Jahr 1997 aktualisiert, mit Verbesserungen wie farbiger Beleuchtung und einem neuen MD2-Modellformat.

### 3. Generation
Die dritte Generation id Tech 3 wurde bekannt als Quake-III-Arena-Engine. Erstmals lief sie ausschließlich mit Hardwarebeschleunigung. Der Arbeitstitel lautete Trinity Engine. Sie verarbeitete 24-Bit-Farben, unterstützte höher aufgelöste Texturen als id Tech 2, was die Füllraten-Anforderungen an die Grafikkarten verdoppelte. Es ließen sich erstmals echte Rundungen (Curved Surfaces) darstellen. Zudem hatten Lightmaps und volumetrischer Nebel echten Einfluss auf den Spieler. id Tech 3 bot dynamische Beleuchtungseffekte für die Reflexionen berechnet werden mussten. In der Engine ist eine schnelle Kalkulation der reziproken Quadratwurzel enthalten, die für die Flächennormale benötigt wird. Die an das Newtonverfahren angelegte Implementierung löste dies mit Prozessoren der 1990er-Jahre auf erstaunlich effiziente Weise. Eine weitere große Neuerung war die Manipulation von Texturen mit Shader Skripten. Die Engine besteht aus virtuellen Maschinen, welche die Spielelogik verarbeiten. Ein größerer Teil des veröffentlichten Quelltextes offenbarte auch den Karteneditor, auf dessen Grundlage GtkRadiant weitergepflegt wurde.
Zeitgleich mit dem Addon Quake III: Team Arena erschien eine Weiterentwicklung der Engine, die weitläufige Außenareale ermöglichte und den Weg für die Lizenzierung der Engine an externe Studios ebnete, welche damit Return to Castle Wolfenstein und Wolfenstein: Enemy Territory, Star Wars Jedi Knight II: Jedi Outcast und Star Wars Jedi Knight: Jedi Academy sowie die ersten Teile von Call of Duty und Medal of Honor erschufen. Die Engine hat ihr kommerzielles Ende erreicht, wird aber von dem Open-Source-Projekt ioquake3 weitergepflegt.

### 4. Generation
Die vierte Generation id Tech 4 wurde als Doom-3-Engine veröffentlicht. Im Laufe der Entwicklung wurde von der Programmiersprache C auf C++ umgestellt, sodass große Teile neu geschrieben wurden. Eine Hauptneuerung war das „Unified lighting and shadowing“ welches die Trennung von vorberechneten Schatten des Levels (Lightmaps) und beweglicher 3D-Modelle aufhob. Dies vermied auch die zeitintensive Vorberechnung der Beleuchtung und erleichterte so das Leveldesign. Zudem hat id Tech 4 bereits grundlegende Unterstützung für MegaTexturen, die jedoch in den folgenden Generationen erst richtig zur Geltung kamen.

#### Lizenzierte Spiele
- Doom 3 (2004, id Software)
  - Doom 3: Resurrection of Evil (2005, Nerve Software, Erweiterung)
  - Doom 3: BFG Edition (2012, id Software, überarbeitete und erweiterte Neuauflage)
- Quake 4 (2005, Raven Software)
- Prey (2006, Human Head Studios)
- Enemy Territory: Quake Wars (2007, Splash Damage)
- Wolfenstein (2009, Raven Software)
- Brink (2011, Splash Damage)

### 5. Generation
Rage war der erste Titel auf Basis der id Tech 5. Die Engine unterstützt MegaTexturen vollumfänglich.

### 6. Generation
Auf Basis der id Tech 6 erschienen Doom von 2016, Wolfenstein II: The New Colossus und Wolfenstein: Youngblood. Im Gegensatz zu ihrem Vorgänger verzichtet die Engine vollständig auf MegaTextures, um dynamisches Licht und detaillierte Rauch- und Partikel-Effekte zu ermöglichen.

### 7. Generation
Doom Eternal läuft auf der Engine id Tech 7. Sie bietet mehr Textur- und geometrische Details als der Vorgänger und unterstützt erstmals HDR und Physically Based Rendering. Des Weiteren sollen die Kerne der CPU nun effizienter genutzt werden und die maximal darstellbare Anzahl an Bildern pro Sekunde (FPS) wurde von 200 auf 1000 erhöht.

### 8. Generation
Die aktuelle Generation, id Tech 8, kommt in Doom: The Dark Ages zum Einsatz. Sie setzt erstmals Raytracing-fähige Hardware voraus und unterstützt optional Path Tracing. Die Spielphysik wurde deutlich verbessert und ermöglicht realistisch zerstörbare Strukturen.